# Amauronematus dahlbomi
Amauronematus dahlbomi är en stekelart som först beskrevs av Thomson 1871.  Amauronematus dahlbomi ingår i släktet Amauronematus, och familjen bladsteklar. Arten är reproducerande i Sverige.